# Garaga, Channagiri
Garaga là một làng thuộc tehsil Channagiri, huyện Davanagere, bang Karnataka, Ấn Độ.